# Jennifer Paull
Jennifer Paull est née à Liverpool, en Angleterre, le 24 novembre 1944, sous le nom de Jennifer Irène Schulcz. Son père a changé le nom de famille quand elle avait cinq ans. Il est né à Léva, en Hongrie, à l'époque de l'Empire austro-hongrois (Slovaquie actuelle). Sa mère était d'origine écossaise et galloise. Par sa grand-mère paternelle, Jennifer Paull est directement apparentée aux compositeurs Felix Mendelssohn et Arnold Schönberg

## Biographie
Jennifer Paull est une soliste de hautbois d’amour (hautbois alto). Elle a consacré sa carrière à la recherche, à l’élaboration, à la commande et à la publication d’un répertoire pour le hautbois d’amour et, par la suite, pour les autres instruments rares de la famille du hautbois. Son objectif était de faire de cet instrument pratiquement oublié une voix de récital contemporaine, et non pas uniquement baroque, à laquelle il était pratiquement exclusivement associé lorsqu’elle a commencé cette mission pendant ses études au Royal College of Music de Londres (1964). Edwin Carr a été le premier compositeur international à écrire pour elle à la fin des années 1960 et d’autres ont suivi lorsqu’elle est devenue connue pour sa spécialisation et sa performance acclamée en tant que soliste. Il n’existait pas suffisamment de matériel avant son travail de pionnière pour soutenir une carrière de récital sur le hautbois d’amour.
Elle s'est rapidement imposée comme une experte du hautbois d'amour, notamment avec le BBC Symphony Orchestra et le BBC Philharmonic Orchestra, avec lesquels elle a enregistré les parties de le hautbois d'amour dans la série BBC Bach Cantata. Elle a ensuite complètement abandonné son activité orchestrale pour se concentrer entièrement sur sa carrière de soliste jouant exclusivement de l'hautbois d'amour. De nombreuses œuvres pour le hautbois d'amour et les autres rares membres de la famille des hautbois lui ont été dédiées, dont six de Leonard Salzedo et Edwin Carr. Le compositeur australien Ian Keith Harris en a écrit seize.
Jennifer Paull a donné des récitals en Grande-Bretagne et en Europe avec John McCabe, qui a composé pour elle le Concerto pour hautbois d'amour et orchestre de chambre et le Prélude de danse (pour hautbois d'amour et piano). Le duo a eu l’honneur de donner la première de cette pièce (commandée par le Merseyside Arts Council et la ville de Liverpool) lors d’un gala royal en présence de la reine Elizabeth II, au Liverpool Empire Theatre (1971). Elle a donné de nombreux concerts et récitals de conférences en Amérique, en Europe et au Moyen-Orient.
Travaillant chez Novello & Co., à Londres, en tant que responsable de la promotion (1970/1972), elle était en contact régulier avec leurs compositeurs maison. Grâce à son travail continu de récitaliste, ses contacts avec les compositeurs contemporains se sont développés et elle a ensuite travaillé à la fois dans la direction de Bruno Maderna et en étroite collaboration avec Cathy Berberian. Son répertoire grâce à ces relations s’est suffisamment élargi pour qu’elle puisse créer sa propre maison d’édition, Amoris International, au milieu des années 1990. Celle-ci était entièrement basée sur les fruits de son travail. Amoris est le mot latin pour d’amour.
En 1995, Jennifer Paull a enregistré The Oboe d'amore Collection Volume I, le premier CD consacré exclusivement au hautbois d'amour : The Oboe d'amore Collection Volume II et The Amoris Consort ont été enregistrés en 1996. Un autre CD, comprenant le Concerto pour hautbois d'amour en la majeur de Telemann a été enregistré par elle (1997) avec l'Orchestre Philharmonique de Craiova 'Oltenia' sous la direction de Michel Barras, pour l'Association François-Xavier Bagnoud.

## Donation
En 2009, Jennifer Paull a fait don de l'intégralité de sa bibliothèque de publications http://icking-music-archive.org/Amoris/ aux Archives musicales Werner Icking (WIMA), qui sont depuis liées au International Music Score Library Project  (IMSLP), également connu sous le nom de Bibliothèque musicale Petrucci.

## Vie personnelle
Jennifer Paull, synesthète, est la mère de quatre enfants, deux filles et deux garçons : Patrick Hufschmid, célèbre luthier et plectrier[2] et Pascal Hufschmid, historien de l'art et expert en photographie de renommée mondiale, actuellement directeur du Musée international de la Croix-Rouge et du Croissant-Rouge à Genève. Elle vit en Suisse, près de la frontière française, dans un village viticole non loin de Montreux.

## Œuvres
Jennifer Paull a écrit de nombreux articles pour des magazines spécialisés dans les anches doubles et d’autres, en particulier le magazine de musique classique Music and Vision Daily, aujourd’hui Classical Music Daily.
Son livre, Cathy Berberian and Music’s Muses, a été publié par Amoris Imprint en 2007.
Au printemps 2020, le New Oboe Music Project lui a demandé d’écrire un article expliquant comment elle avait entrepris sa mission pionnière. Cet article, Oboe d’amore : Mission Impossible, a été publié en quatre parties tout au long du mois de juin de cette année-là :
Part I, Part II, Part III, Part lV.

### Discographie
- The Oboe d'Amore Collection Vol. 1
- The Oboe d'Amore Collection Vol. 2
- The Amoris Consort